# Norbert Koch
Longinus Johannes Norbert Koch (ur. 22 marca 1932 w Utrechcie, zm. 7 grudnia 2010 Nieuwegein) – holenderski kolarz torowy i szosowy, dwukrotny medalista torowych mistrzostw świata.

## Kariera
Pierwszy sukces w karierze Norbert Koch osiągnął w 1959 roku, kiedy zdobył brązowy medal w wyścigu ze startu zatrzymanego zawodowców podczas mistrzostw świata w Amsterdamie. W zawodach tych wyprzedzili go jedynie Hiszpan Guillermo Timoner oraz Szwajcar Walter Bucher. Wynik ten Koch powtórzył na rozgrywanych rok później mistrzostwach świata w Lipsku, tym razem przegrywając tylko z Timonerem i swym rodakiem Martinem Wierstrą. Kilkakrotnie zdobywał medale torowych mistrzostw kraju, w tym trzy złote. Startował również w wyścigach szosowych, wygrywając między innymi kryteria w Goudzie w 1952 roku, Gorredijk w 1953 roku oraz w Tilburgu w 1956 roku. Nigdy nie wystartował na igrzyskach olimpijskich.